# Château de Saint-Bernard
Le château de Saint-Bernard (olim Saint-Barnard) est un ancien château fort de la fin du XIIIe ou du début du XIVe siècle, remanié au XVIIe et restauré au XIXe siècle, centre de la seigneurie de Saint-Barnard, qui se dresse sur le territoire de la commune française de Saint-Bernard, dans le département de l'Ain en région Auvergne-Rhône-Alpes.
Le château est classé aux monuments historiques.

## Localisation
Le château est situé sur la commune de Saint-Bernard, dans le département français de l'Ain.

## Historique
Le château fort de Saint-Barnard est à l'origine la possession des Palatins de Riottiers. Il existait déjà au début du XIIIe siècle. Guillaume Palatin le vend, en 1250, à Guichard V, sire de Beaujeu, qui l'aliène avec toutes ses dépendances, moyennant 6 050 livres, à l'Église de Lyon, au mois de mai 1264.
Le château a été pris de vive force et pillé en 1376 par les habitants de Trévoux et de Reyrieux et, en 1468, par les troupes que le seigneur de Sornas menait au comte de Comminges, gouverneur du Dauphiné, marchant au nom de Louis XI contre Philippe de Savoie, comte de Bresse.
L'Église de Lyon jouira de la seigneurie de Saint-Barnard jusqu'en 1599, époque où elle l’aliène à Martin de Covet, seigneur de Montribloud, dont les descendants la possèdent encore en 1801.
Le château, qui subsiste encore en grande partie, est acquis 1801 par Quirin-Henri de Cazenove qui le revend en 1808 à Daniel Bellet de Tavernost. Sa fille Louise-Augustine, épouse de Gabriel Bourlier, baron d’Ailly, en hérite, avant qu'il ne passe à leur fille, Marie-Thérèse, épouse du comte Jules de Murat de Lestang. En 1917, il est acheté par Antoine Goujot-Pontet d’Amplepuis qui le revend, en 1923, aux peintres André Utter et Suzanne Valadon, dont le fils, le peintre Maurice Utrillo, a représenté à plusieurs reprises le château, l’église et le restaurant du village, et qui le conserveront jusqu'en 1948.

## Description
L'ancien château fort de la fin du XIIIe ou du début du XIVe siècle, remanié au XVIIe, a été restauré au XIXe siècle.
En 1873, Saint-Bernard était clos de murs et entouré de fossés. Deux portes seulement en permettaient l'accès. L'arc de l'une de ces portes existe encore ; l'autre est ruinée.
Au XXIe siècle le château de Saint-Bernard se présente sous la forme d'une enceinte rectangulaire flanquée sur l'un de ses petits côtés de deux tours rondes d'angles, et à l'opposé limité par un haut logis, autrefois couronné d'un chemin de ronde posé en encorbellement. L'accès à la cour se fait par une tour-porte carrée qui s'ouvre au milieu de l'un des grands côtés.

## Protection aux monuments historiques
Le château, y compris la basse-cour et l'emprise des anciens fossés, est classé au titre des monuments historiques par arrêté du 10 avril 1997.